# Rhamnus microcarpus
Rhamnus microcarpus är en brakvedsväxtart som beskrevs av Pierre Edmond Boissier. Rhamnus microcarpus ingår i släktet getaplar, och familjen brakvedsväxter. Inga underarter finns listade i Catalogue of Life.